# Anomala binotata
Anomala binotata — вид пластинчатоусых из подсемейства хлебных жуков и хрущиков.

## Описание
Цветоед длиной 10—11 мм. Зимуют взрослые жуки.

## Развитие
Самка откладывает яйца весной и вскоре после этого из яиц появляются личинки. Личинки развиваются приблизительно 83 дня. Куколка развивается 16 дней.

## Экология
Взрослый жук вредит фруктовым растениям, а личинка является вредителем кукурузы, пшеницы и овса, но не наносит особого вреда.